# 本多史典
本多 史典（ほんだ ふみのり、1980年12月30日 - ）は、日本のアニメーションプロデューサー、実業家。株式会社プロダクション・プラスエイチ代表取締役社長。神奈川県伊勢原市出身。2021年より中央大学非常勤講師（現代視覚文化論）。

## 人物・来歴
幼い頃からアニメが好きで自分でも作りたかったが、絵を描くなどクリエイティブなことは出来ない自分がどんな形で関われるのかは皆目見当がつかなかった。そんな時にアニメ制作会社のプロダクションI.Gの石川光久社長のインタビューや三本隆二制作部長（当時）のコラムを読み、制作進行という仕事があることを知る。
中央大学に進学。在学中は同大学の学芸連盟デザイン研究会に在籍し、副会長を務めた。当初は弁護士になって著作権関係の法務を担当することを夢見ていたが、挫折。
大学卒業後、自らの進路に悩んでいたところ、尊敬するプロデューサーが在籍し、自分の好きだった『GHOST IN THE SHELL / 攻殻機動隊』 や『機動警察パトレイバー 2 the Movie』などのアニメーション映画を制作していたプロダクションI.GのHPで制作進行の募集を見つけ、駄目で元々で応募してみたところ、合格する。
2005年2月、株式会社プロダクションI.Gに制作進行として入社。『攻殻機動隊S.A.C. SSS』で神山健治監督と仕事をしたことで、トップレベルの監督が制作進行に求めるレベルを学ぶ。その後、『精霊の守り人』『図書館戦争』『東のエデン』などの人気作品の制作進行、制作デスク、法務を経て、2014年に北方領土を舞台とした映画『ジョバンニの島』で初のアニメーションプロデューサーを担当。その現場でアニメーターをしていた磯光雄と出会い、一緒に何か作品を作りたいと思う。
2015年4月より親会社IGポートの新しい子会社である株式会社シグナル・エムディの立ち上げに参加。第21回（2018年）文化庁メディア芸術祭審査委員会推薦作品の『カラフル忍者いろまき』や、劇場『バースデー・ワンダーランド』などの制作に携わる。
2020年7月に独立。株式会社プロダクション・プラスエイチを立ち上げ、代表取締役社長に就任。独立が目的だったわけではなく、会社の第一作目となった磯光雄監督の『地球外少年少女』を制作するための手段だった。もともとはシグナル・エムディ在籍中に企画参加していた作品だったが条件が整わず、制作が難航していた。この作品を完成させないと一生後悔すると思っていた時、プロダクションI.Gの石川光久から出資者を紹介してもらうなど背中を押され、独立を決意した。

## 略歴
- 1999年3月 - 神奈川県立伊志田高等学校卒業。
- 2004年3月 - 中央大学総合政策学部政策科学科卒業。
- 2005年2月 - 株式会社プロダクションI.Gに入社。
- 2015年4月 - 株式会社シグナル・エムディに移籍。
- 2019年10月 - 株式会社プロダクションI.Gに移籍。
- 2020年7月 - 株式会社プロダクション・プラスエイチ設立。

## 参加作品

### テレビアニメ
2006年
- 攻殻機動隊 STAND ALONE COMPLEX Solid State Society（Aパート・Dパート制作進行）

2007年
- 精霊の守り人（制作進行）

2008年
- 図書館戦争（制作デスク）

2009年
- 東のエデン（制作デスク・設定制作）

2017年
- アトム ザ・ビギニング（アニメーションプロデューサー）
- ネト充のススメ（アニメーションプロデューサー）

2018年
- 走り続けてよかったって。（アニメーションプロデューサー）

2019年
- PSYCHO-PASS サイコパス 3（制作進行）

### 劇場アニメ
2011年
- たんすわらし。（制作デスク）
- 劇場版ポケットモンスター ベストウイッシュ ビクティニと黒き英雄 ゼクロム・白き英雄 レシラム（パートグロス請け・制作デスク）

2014年
- ジョバンニの島（アニメーションプロデューサー）

2016年
- カラフル忍者いろまき（アニメーションプロデューサー）

2019年
- バースデー・ワンダーランド（共同プロデューサー）
- キミだけにモテたいんだ。（アニメーションプロデューサー）

### OVA
- 翠星のガルガンティア 〜めぐる航路、遥か〜 前編・後編（制作進行）

### Webアニメ
2005年
- The King of Fighters: Another Day（制作進行）

2017年
- モンスターストライク第二期 消えゆく宇宙編（共同アニメーションプロデューサー）

2018年
- 約束の七夜祭り（共同アニメーションプロデューサー）

2020年
- James May: Our Man in Japan Opening Animation（アニメーションプロデューサー）

2022年
- 地球外少年少女（アニメーションプロデューサー）

### ゲーム
- テイルズ オブ ファンタジア なりきりダンジョンX（2010年、制作デスク）
- テイルズ オブ ザ ワールド レディアント マイソロジー3（2011年、制作デスク）
- WAR OF BRAINS プロモーションビデオ（2016年、アニメーションプロデューサー）

### CM
- キリンレモン77（セブンセブン）（登場編）（2005年、制作進行）

### オーディオドラマ
- 擬人化でまなぼ（2016年、プロデューサー）